# Forgotten Empires
Forgotten Empires is een Amerikaanse computerspelontwikkelaar, gekend voor zijn bijdrage aan de Age of Empires-franchise.

## Geschiedenis
Het bedrijf werd in 2013 opgericht door de makers van de officieuze uitbreiding Forgotten Empires van het computerspel Age of Empires II, nadat Microsoft Studios hen vroeg deze uitbreiding te officialiseren voor de heruitgebrachte HD-versie van Age of Empires II. Op 7 november 2013 werd vervolgens Age of Empires II: The Forgotten, dat in samenwerking met Skybox Labs was ontwikkeld, op de markt gebracht. Hierop volgde nog twee uitbreidingspakketten voor Age of Empires II: HD Edition en een voor Age of Mythology: Extended Edition.
Sinds 2016 zijn ook enkele ex-werknemers van Ensemble Studios, de oorspronkelijke ontwikkelaar van de Age of Empires-serie, in het bedrijf actief.
Op de Electronic Entertainment Expo 2017 te Los Angeles werd Age of Empires: Definitive Edition aangekondigd, een heruitgave van het twintig jaar oude Age of Empires.

## Ontwikkelde spellen
| Release | Titel                                                                 | Platform | Noot                                                          |
| ------- | --------------------------------------------------------------------- | -------- | ------------------------------------------------------------- |
| 2013    | Age of Empires II: The Forgotten                                      | Windows  | ontwikkeld in samenwerking met Skybox Labs                    |
| 2015    | Age of Empires II: The African Kingdoms                               | Windows  | ontwikkeld in samenwerking met Skybox Labs                    |
| 2016    | Age of Mythology: Tale of the Dragon                                  | Windows  | ontwikkeld in samenwerking met Skybox Labs                    |
| 2016    | Age of Empires II: Rise of the Rajas                                  | Windows  | ontwikkeld in samenwerking met Skybox Labs                    |
| 2018    | Age of Empires: Definitive Edition                                    | Windows  |                                                               |
| 2019    | Age of Empires II: Definitive Edition                                 | Windows  | ontwikkeld in samenwerking met Tantalus Media en Wicked Witch |
| 2020    | Age of Empires III: Definitive Edition                                | Windows  | ontwikkeld in samenwerking met Tantalus Media                 |
| 2021    | Age of Empires II: Definitive Edition - Lords of the West             | Windows  |                                                               |
| 2021    | Age of Empires III: Definitive Edition - United States Civilization   | Windows  | ontwikkeld in samenwerking met Tantalus Media                 |
| 2021    | Age of Empires III: Definitive Edition - The African Royals           | Windows  | ontwikkeld in samenwerking met Tantalus Media                 |
| 2021    | Age of Empires II: Definitive Edition - Dawn of the Dukes             | Windows  |                                                               |
| 2021    | Age of Empires III: Definitive Edition - Mexico Civilization          | Windows  | ontwikkeld in samenwerking met Tantalus Media                 |
| 2022    | Age of Empires II: Definitive Edition - Dynasties of India            | Windows  |                                                               |
| 2022    | Age of Empires III: Definitive Edition - Knights of the Mediterranean | Windows  | ontwikkeld in samenwerking met Tantalus Media                 |
| 2023    | Age of Empires II: Definitive Edition - Return of Rome                | Windows  |                                                               |
| 2023    | Age of Empires II: Definitive Edition - The Mountain Royals           | Windows  |                                                               |
| 2023    | Age of Empires IV: The Sultans Ascend                                 | Windows  |                                                               |
| 2024    | Age of Empires II: Definitive Edition - Victors and Vanquished        | Windows  |                                                               |
| 2024    | Age of Mythology: Retold                                              | Windows  |                                                               |